# Otto Maychrzak

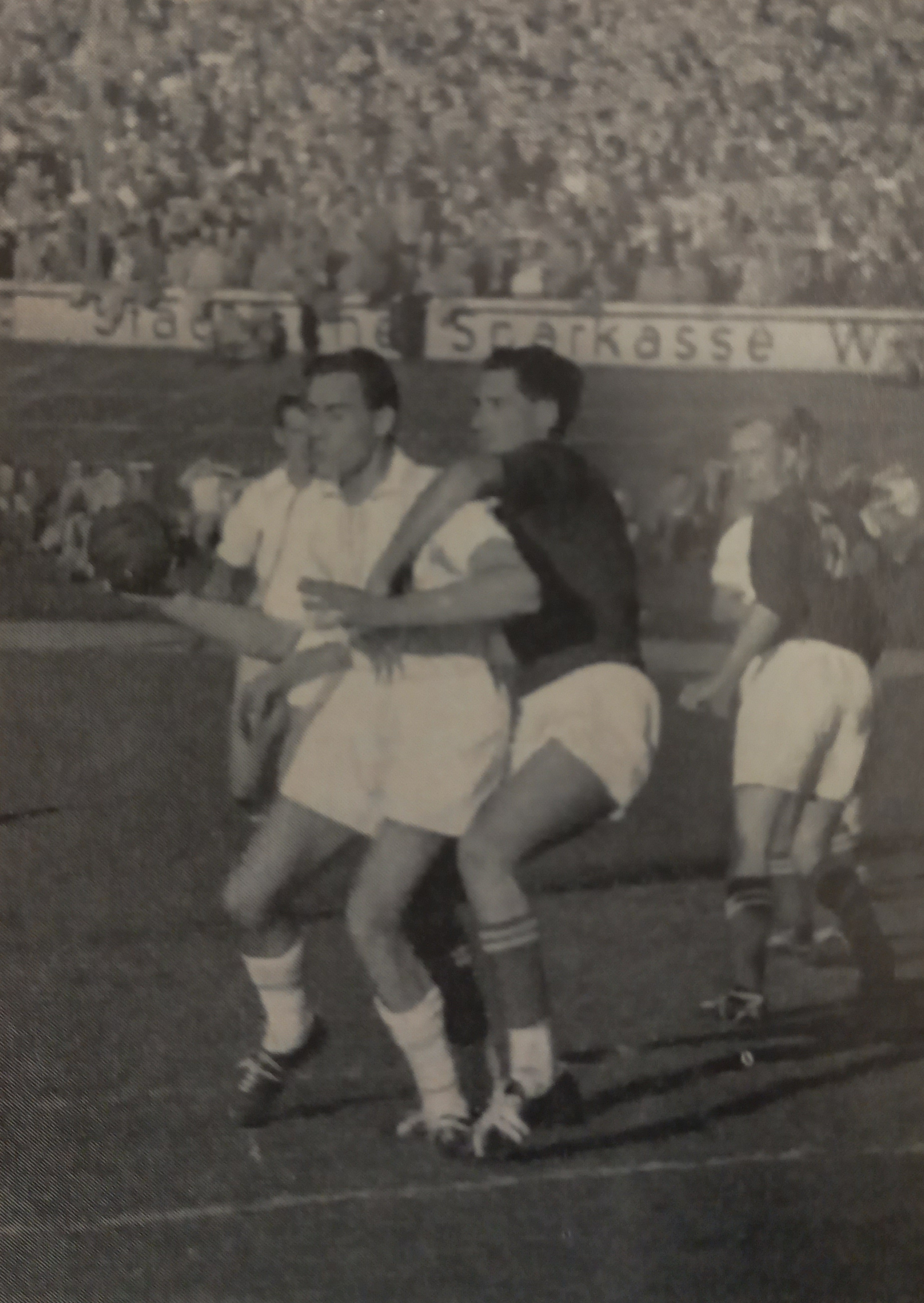
Otto Maychrzak gegen Otto Schwarz in Wuppertal am 11. Oktober 1953

Otto Maychrzak (* 6. März 1927 in Hamburg; † 19. November 2002 in Bokholt-Hanredder) war ein deutscher Handballspieler. Wegen seiner kraftvollen Würfe trug er den Spitznamen „Atom-Otto“.

## Leben
Der 1,92 Meter große Maychrzak spielte zunächst bei Hamm 74. Ab 1944 spielte er als Wehrmachtsangehöriger bei der SG Berlin und nach dem Zweiten Weltkrieg bei der Sportvereinigung Polizei Hamburg. Mit der SV Polizei gewann er insgesamt acht Mal die Deutsche Meisterschaft (1950–1953 in der Halle, 1951–1953 und 1955 auf dem Feld). Nach der großen Zeit der „Polizisten“ spielte Maychrzak bis 1965 für die Handballmannschaft des Hamburger SV und nahm mit dieser 1962 und 1964 an der Endrunde zur Deutschen Meisterschaft im Hallenhandball teil. Seine Karriere ließ er anschließend als Spielertrainer beim Niendorfer TSV ausklingen.
Otto Maychrzak bestritt zwischen 1951 und 1959 insgesamt 26 Hallen-Länderspiele für den DHB, in denen ihm 108 Tore gelangen. Bei seinen drei Länderspielen auf dem Großfeld in den Jahren 1952 und 1953 erzielte er 16 Treffer. Er stand im gemeinsamen Aufgebot des Deutschen Handballbundes und des Deutschen Handballverbandes bei der Weltmeisterschaft 1954 (2. Platz) und der WM 1958 (3. Platz). Bei der WM 1954 war er der beste Torwerfer. Mit der deutschen Polizeiauswahl gewann er 1960 den Europameister-Titel.
Nach seiner Spielerkarriere war Otto Maychrzak Trainer der Frauenmannschaft des SC Union 03 Altona und Schiedsrichter beim Betriebsfußball. Ab Juli 1978 leitete er auch die Damen-Gymnastikgruppe des Vosslocher SV, dessen Vorstandsvorsitzender er von 1978 bis 1979 war.
Beruflich war er von 1947 bis 1987 bei der Hamburger Kriminalpolizei, zuletzt als Kriminalhauptkommissar tätig und bearbeitete in diesem Amt insbesondere Raubdelikte. Zudem absolvierte er eine Fortbildung zum Bilanzbuchhalter.
Er war Mitglied der Christlich Demokratischen Union (CDU) und als solches Ratsmitglied in Elmshorn.
Maychrzak starb im Alter von 75 Jahren an einer Lungenembolie. Er wurde am 26. November 2002 auf dem Niendorfer Friedhof Promenadenstraße beigesetzt.

## Auszeichnungen
- Silbernes Lorbeerblatt für den Gewinn der Deutschen Meisterschaft 1951[7]
- Goldene Ehrennadel des Deutschen Handballbundes